# Університет Внутрішньої Бейри
Університе́т Вну́трішньої Бе́йри (порт. Universidade da Beira Interior) — державний університет у Португалії. Розташований у провінції Внутрішня Бейра, в муніципалітеті Ковілян. Заснований 1986 року. Наступник Ковілянського політехнічного інституту (1973—1979) та Універсального інституту Внутрішньої Бейри (1979—1986). Підпорядковується Міністерству науки, технології і вищої освіти. Має кампуси у Ковіляні. Поділяється на такі факультети: природничих наук; інженерної справи; гуманітарних і суспільних наук; мистецтв і літератури; охорони здоров'я. Має магістратуру й аспірантуру. При університеті діє низка науково-дослідних центрів. Абревіатура — UBI.

## Факультети
- Факультет природничих наук
- Факультет інженерної справи
- Факультет гуманітарних і суспільних наук
- Факультет мистецтв і літератури
- Факультет охорони здоров'я